# Yvonne De Carlo
Margaret Yvonne Middleton (n. 1 septembrie 1922, Vancouver, British Columbia, Canada – d. 8 ianuarie 2007, Los Angeles, California, SUA), cunoscută profesional ca Yvonne De Carlo, a fost o actriță, dansatoare și cântăreață canadiano-americană. Ea a devenit o vedetă de film de la Hollywood și un sex simbol în anii 1940 și 1950, a făcut mai multe înregistrări muzicale și, mai târziu, a apărut în emisiuni de televiziune și pe scenă.
De Carlo s-a născut în Vancouver, Columbia Britanică și a fost înscrisă la o școală locală de dans de către mama ei când avea trei ani. La începutul anilor 1940, ea și mama ei s-au mutat în Los Angeles, unde De Carlo a participat la concursuri de frumusețe și a lucrat ca dansatoare în cluburi de noapte. În 1942, ea a semnat un contract de trei ani cu Paramount Pictures, unde a avut roluri nemenționate în filme importante. Primul ei rol principal a fost pentru producătorul E.B. Derr în filmul de aventuri western Vânătorul de cerbi (Deerslayer, 1943) după un roman omonim de James Fenimore Cooper.
A devenit cunoscută cu rolul revoluționar din Salome, Where She Danced (1945), o lansare Universal Pictures produsă de Walter Wanger, care a descris-o drept „cea mai frumoasă fată din lume”. Publicitatea și succesul filmului au transformat-o într-o vedetă și a semnat un contract de cinci ani cu Universal. Universal a distribuit-o în producțiile sale fastuoase Tehnicolor, precum Frontier Gal (1945), Song of Sheherazade (1947) și Slave Girl (1947). Cameramanii au votat-o „Regina Tehnicolorului” trei ani la rând. Obosită să fie considerată o femeie exotică, ea a apărut în primele sale producții dramatice serioase în două filme noir, Brute Force (1947) și Joc dublu (Criss Cross, 1949).
Prima vedetă a cinematografiei americane care a vizitat Israelul, De Carlo a avut o recunoaștere suplimentară ca actriță pentru interpretările sale principale în comediile britanice Hotel Sahara (1951), The Captain's Paradise (1953) și Happy Ever After (1954). Cariera ei a atins apogeul când eminentul producător-regizor Cecil B. DeMille a ales-o ca soția midianită a lui Moise, Sephora, în epopeea sa biblică Cele zece porunci (1956). Pentru acest rol, ea a câștigat un premiu Laurel pentru cea mai bună actriță în rol secundar. Succesul ei a continuat cu alte roluri principale notabile în Flame of the Islands (1956), Death of a Scoundrel (1956), Band of Angels (1957) și The Sword and the Cross (1958), în care a interpretat-o pe Maria Magdalena.
Ea a apărut în sitcomul CBS The Munsters (1964–1966), ca frumoasa soție macabră a lui Herman Munster, Lily, rol pe care l-a repetat în lungmetrajul Munster, Go Home! (1966) și filmul TV The Munsters' Revenge (1981). În 1971, ea a interpretat-o pe Carlotta Campion și a interpretat cântecul popular „I’m Still Here” în producția de pe Broadway a musicalului Follies de Stephen Sondheim. Yvonne, cea mai bine vândută autobiografie a ei, a fost publicată în 1987. Supraviețuitoare a unui accident vascular cerebral, De Carlo a murit de insuficiență cardiacă în 2007. A primit două stele pe Hollywood Walk of Fame pentru contribuțiile sale la film și televiziune.

## Filmografie

### Filme de cinema
| An   | Titlu                                    | Rol                                       | Note                              |
| ---- | ---------------------------------------- | ----------------------------------------- | --------------------------------- |
| 1941 | Harvard, Here I Come                     | Fata care face baie                       | Nemenționată                      |
| 1942 | Acest ucigaș tocmit                      | Prezentatoare la Neptune Glub             | Nemenționată                      |
| 1942 | Youth on Parade                          | Studentă                                  | Nemenționată                      |
| 1942 | Road to Morocco                          | Handmaiden                                | Nemenționată                      |
| 1942 | Lucky Jordan                             | Bit Role                                  | Scene șterse                      |
| 1942 | Rhythm Parade                            | Showgirl                                  | Nemenționată                      |
| 1943 | The Crystal Ball                         | Secretary                                 | Scene șterse                      |
| 1943 | Salute for Three                         | Bruneta din stânga cvartetului care cântă | Nemenționată                      |
| 1943 | Pentru cine bat clopotele                | Girl in Cafe                              | Nemenționată                      |
| 1943 | Let's Face It                            | Chorus Girl                               | Nemenționată                      |
| 1943 | So Proudly We Hail!                      | Girl                                      | Nemenționată                      |
| 1943 | Deerslayer                               | Princess Wah-Tah                          |                                   |
| 1943 | True to Life                             | Bit Role                                  | Nemenționată                      |
| 1944 | Standing Room Only                       | Secretary                                 | Nemenționată                      |
| 1944 | The Story of Dr. Wassell                 | Native Girl                               | Nemenționată                      |
| 1944 | Kismet                                   | Handmaiden                                | Nemenționată                      |
| 1944 | Rainbow Island                           | Lona's Companion                          | Nemenționată                      |
| 1944 | Here Come the Waves                      | Wave                                      | Nemenționată                      |
| 1944 | Practically Yours                        | Office Clerk                              | Nemenționată                      |
| 1945 | Bring on the Girls                       | Hatcheck Girl                             | Nemenționată                      |
| 1945 | Salome, Where She Danced                 | Anna Maria "Salome"                       |                                   |
| 1945 | Frontier Gal                             | Lorena Dumont                             |                                   |
| 1947 | Song of Scheherazade                     | Cara de Talavera                          |                                   |
| 1947 | Brute Force                              | Gina Ferrara                              |                                   |
| 1947 | Slave Girl                               | Francesca                                 |                                   |
| 1948 | Black Bart                               | Lola Montez                               |                                   |
| 1948 | Casbah                                   | Inez                                      |                                   |
| 1948 | River Lady                               | Sequin                                    |                                   |
| 1949 | Criss Cross                              | Anna Dundee                               |                                   |
| 1949 | Calamity Jane și Sam Bass                | Calamity Jane                             |                                   |
| 1949 | The Gal Who Took the West                | Lillian Marlowe                           |                                   |
| 1950 | Iubita piratului                         | Deborah McCoy                             |                                   |
| 1950 | The Desert Hawk                          | Princess Scheherazade                     |                                   |
| 1951 | Tomahawk                                 | Julie Madden                              |                                   |
| 1951 | Hotel Sahara                             | Yasmin Pallas                             |                                   |
| 1951 | Silver City                              | Candace Surrency                          |                                   |
| 1951 | The San Francisco Story                  | Adelaide McCall                           |                                   |
| 1952 | Scarlet Angel                            | Roxy McClanahan                           |                                   |
| 1952 | Hurricane Smith                          | Luana Whitmore                            |                                   |
| 1953 | Sea Devils                               | Droucette                                 |                                   |
| 1953 | Sombrero                                 | Maria of the River Road                   |                                   |
| 1953 | The Captain's Paradise                   | Nita St. James                            |                                   |
| 1953 | Fort Algiers                             | Yvette                                    |                                   |
| 1954 | Border River                             | Carmelita Carias                          |                                   |
| 1954 | Happy Ever After                         | Serena McGlusky                           | Titlu în SUA: Tonight's the Night |
| 1954 | La Contessa di Castiglione               | Virginia Oldoini                          |                                   |
| 1954 | Passion                                  | Rosa Melo / Antonia 'Tonia' Melo          |                                   |
| 1955 | Shotgun                                  | Abby                                      |                                   |
| 1955 | Flame of the Islands                     | Rosalind Dee                              |                                   |
| 1956 | Magic Fire                               | Minna Planer                              |                                   |
| 1956 | Raw Edge                                 | Hannah Montgomery                         |                                   |
| 1956 | Cele zece porunci                        | Sephora                                   |                                   |
| 1956 | Death of a Scoundrel                     | Bridget Kelly                             |                                   |
| 1957 | Îngeri în sclavie                        | Amantha Starr                             |                                   |
| 1958 | La spada e la croce                      | Maria Magdalena                           |                                   |
| 1959 | Timbuktu                                 | Natalie Dufort                            |                                   |
| 1963 | McLintock!                               | Louise Warren                             |                                   |
| 1964 | Law of the Lawless                       | Ellie Irish                               |                                   |
| 1964 | A Global Affair                          | Dolores                                   |                                   |
| 1966 | Munster, Go Home!                        | Lily Munster                              |                                   |
| 1967 | Hostile Guns                             | Laura Mannon                              |                                   |
| 1968 | Forța invizibilă                         | Mrs. Sally Hallson                        |                                   |
| 1968 | Arizona Bushwhackers                     | Jill Wyler                                |                                   |
| 1970 | The Delta Factor                         | Valerie                                   |                                   |
| 1971 | The Seven Minutes                        | Constance Cumberland                      |                                   |
| 1974 | Arizona Slim                             | Countess Zubrovka                         |                                   |
| 1975 | Blazing Stewardesses                     | Honey Morgan                              |                                   |
| 1975 | It Seemed Like a Good Idea at the Time   | Julia                                     |                                   |
| 1975 | The Intruder                             | DePriest                                  |                                   |
| 1976 | Won Ton Ton, the Dog Who Saved Hollywood | Cleaning Woman                            |                                   |
| 1976 | Casa umbrelor                            | Mrs. Howard                               |                                   |
| 1977 | Satan's Cheerleaders                     | Emmy / Sheriff's Wife / High Priestess    |                                   |
| 1979 | Nocturna: Granddaughter of Dracula       | Jugulia Vein                              |                                   |
| 1979 | Guyana: Cult of the Damned               | Susan Ames                                |                                   |
| 1979 | Fuego negro                              | Catherine Jones                           |                                   |
| 1979 | Silent Scream                            | Mrs. Engels                               |                                   |
| 1980 | Omul cu chipul lui Bogart                | Teresa Anastas                            |                                   |
| 1981 | Liar's Moon                              | Jeanene Dubois                            |                                   |
| 1981 | Play Dead                                | Hester                                    |                                   |
| 1985 | Flesh and Bullets                        | Judge in Los Angeles                      |                                   |
| 1987 | Vultures                                 | Rose                                      |                                   |
| 1988 | American Gothic                          | Ma                                        |                                   |
| 1988 | Monstrul din pivniță                     | Mrs. Briggs                               |                                   |
| 1990 | Mirror, Mirror                           | Emelin                                    |                                   |
| 1991 | Oscar                                    | Aunt Rosa                                 |                                   |
| 1992 | The Naked Truth                          | Mrs. Hess                                 | Lansare Direct-pe-video           |
| 1993 | Seasons of the Heart                     | Older Martha (voce)                       |                                   |

#### Scurtmetraje
| An   | Titlu                  | Rol          | Note |
| ---- | ---------------------- | ------------ | ---- |
| 1941 | The Kink of the Campus | Kitty O'Hara |      |
| 1941 | I Look at You          |              |      |
| 1942 | The Lamp of Memory     | Rolul ei     |      |
| 1944 | Fun Time               | Phyllis      |      |

#### Filme neterminate
| An   | Titlu                        | Note |
| ---- | ---------------------------- | --- |
| 1947 | Christmas Eve at Pilot Butte | Alături de vedeta Dan Duryea.                                                                           |
| 1949 | Bagdad                       | Anunțat inițial ca un rol pentru De Carlo, dar ea s-a îmbolnăvit și a fost înlocuită cu Maureen O'Hara. |
| 1950 | Moon over Java               | |
| 1951 | The Girl from Astoli         | Un film care trebuia să fie filmat în Austria.                                                          |
| 1951 | Matthew the Matador          | Alături de vedeta matador Mario Cabré, cu care se întâlnise De Carlo                                    |
| 1951 | Mata Hari                    | |
| 1952 | Sing, You Sinners            | Alături de vedetele Jane Russell și Rhonda Fleming ca fiice ale lui Jimmy Durante                       |
| 1953 | Shall We Dance?              | O comedie cu Alec Guinness și De Carlo jucând doi vodevili în turneu                                    |
| 1955 | The Baker's Wife             | Refacere a filmului omonim din 1938 cu Vittorio De Sica.                                                |

### Televiziune
| An(i)     | Titlu                                | Rol(uri)                                     | Note                                                                          |
| --------- | ------------------------------------ | -------------------------------------------- | ----------------------------------------------------------------------------- |
| 1952      | Lights Out                           | Marie Von Erdody                             | Episodul: "Another Country"                                                   |
| 1953      | The Ford Television Theatre          | Prudence Ledyard / Madame 44                 | Episodul: "Madame 44"                                                         |
| 1953      | The Backbone of America              | Victoria Johnson                             | Film TV                                                                       |
| 1956      | Screen Directors Playhouse           | Pearl Krauss                                 | Episodul: "Hot Cargo" (regia Tay Garnett)                                     |
| 1956      | Star Stage                           | Doña María Sánchez                           | Episodul: "The Sainted General"                                               |
| 1957      | Shower of Stars                      | Diverse / În rolul ei                        | Episodul: "Skits & Sketches"                                                  |
| 1957      | Schlitz Playhouse                    | Francesca                                    | Episodul: "Storm Over Rapallo"                                                |
| 1958      | Playhouse 90                         | Marina Arkwright                             | Episodul: "Verdict of Three"                                                  |
| 1959      | Bonanza                              | Lotta Crabtree                               | Episodul: "A Rose for Lotta"                                                  |
| 1960      | Adventures in Paradise               | Lianne Zagreb                                | Episodul: "Isle of Eden"                                                      |
| 1961      | Death Valley Days                    | Dr. Clare Reed                               | Episodul: "The Lady Was an M.D."                                              |
| 1961–1962 | Follow the Sun                       | Annie Beeler                                 | Episodul: "Annie Beeler's Place" Episodul: "The Longest Crap Game in History" |
| 1963      | Burke's Law                          | Contesa Barbara Erozzi                       | Episodul: "Who Killed Beau Sparrow?"                                          |
| 1963–1969 | The Virginian                        | Helen Haldeman aka Elena / Imogene Delphinia | Episodul: "A Time Remembered" Episodul: "Crime Wave in Buffalo Springs"       |
| 1964      | The Greatest Show on Earth           | Magda Kolday                                 | Episodul: "The Night the Monkey Died"                                         |
| 1964–1966 | The Munsters                         | Lily Munster                                 | Toate cele 70 de episoade                                                     |
| 1967      | The Girl from U.N.C.L.E.             | Nadia Marcolescu                             | Episodul: "The Moulin Ruse Affair"                                            |
| 1967      | Custer                               | Vanessa Ravenhill                            | Episodul: "The Raiders"                                                       |
| 1970      | The Name of the Game                 | Mrs. Levene                                  | Episodul: "Island of Gold and Precious Stones"                                |
| 1974      | The Girl on the Late, Late Show      | Lorraine                                     | Film TV                                                                       |
| 1974      | The Mark of Zorro                    | Isabella Vega                                | Film TV                                                                       |
| 1978–1979 | Fantasy Island                       | Fifi Aprea / Madame Jeannot                  | Episodul: "Charlie's Cherubs/Stalag 3" Episode: "The Mermaid/The Victim"      |
| 1981      | The Munsters' Revenge                | Lily Munster                                 | Film TV                                                                       |
| 1985      | Verdict crimă                        | Miss Springer                                | Episodul: "Jessica Behind Bars"                                               |
| 1986      | A Masterpiece of Murder              | Mrs. Murphy                                  | Film TV                                                                       |
| 1990      | The Adventures of the Black Stallion |                                              | Episodul: "Star Quality"                                                      |
| 1991      | Dream On                             | Francesca Goldman                            | Episodul: "The Second Greatest Story Ever Told"                               |
| 1993      | Aventuri în Casa Morții              | Mrs. Jones                                   | Episodul: "Death of Some Salesmen"                                            |
| 1995      | Here Come the Munsters               | Restaurant Guest                             | Film TV                                                                       |
| 1995      | The Barefoot Executive               | Norma                                        | Film TV                                                                       |

## Discografie

### Cântece
- "I Love a Man" / "Say Goodbye" (Columbia UK DB2850, 1950)[34]
- "Take It Or Leave It" / "Three Little Stars" (Capitol F3206, 1955)[35]
- "That's Love" / "The Secret of Love" (Imperial 5484, 1957)[36]
- "I Would Give My Heart" / "Rockin' In The Orbit" (Imperial 5532, 1958)[36]

### Albume
- Yvonne De Carlo Sings (Masterseal, 1957)[37]

### Duete
- "You Belong to My Heart" cu Bill Lee (inclus în That's Entertainment! The Ultimate Anthology of M-G-M Musicals)[38]
- "Getting to Know You" cu Frank Sinatra (inclus în The Frank Sinatra Duets)[39]